# Обстрел Херсона 3 мая 2023 года
С утра 3 мая 2023 года российские войска нанесли артиллерийский и ракетный удар по Херсону и населённым пунктам области в ходе своего вторжения на Украину.

## Ход событий
Утром российские войска начали массированные обстрелы Херсона и области. Около 11 часов произошёл обстрел Корабельного района Херсона, удары пришлись по гипермаркету «Эпицентр». Около 14 часов ракеты попали по центру — району железнодорожного вокзала и супермаркету «АТБ», жилому дому, строительному магазину и автозаправочной станции. Всего, по данным местных властей, за сутки зафиксировано 98 обстрелов Херсонской области, среди которых 16 — самого Херсона. Артиллерией, реактивными системами залпового огня, танками, беспилотниками и авиацией по области было выпущено 539 снарядов.

## Жертвы

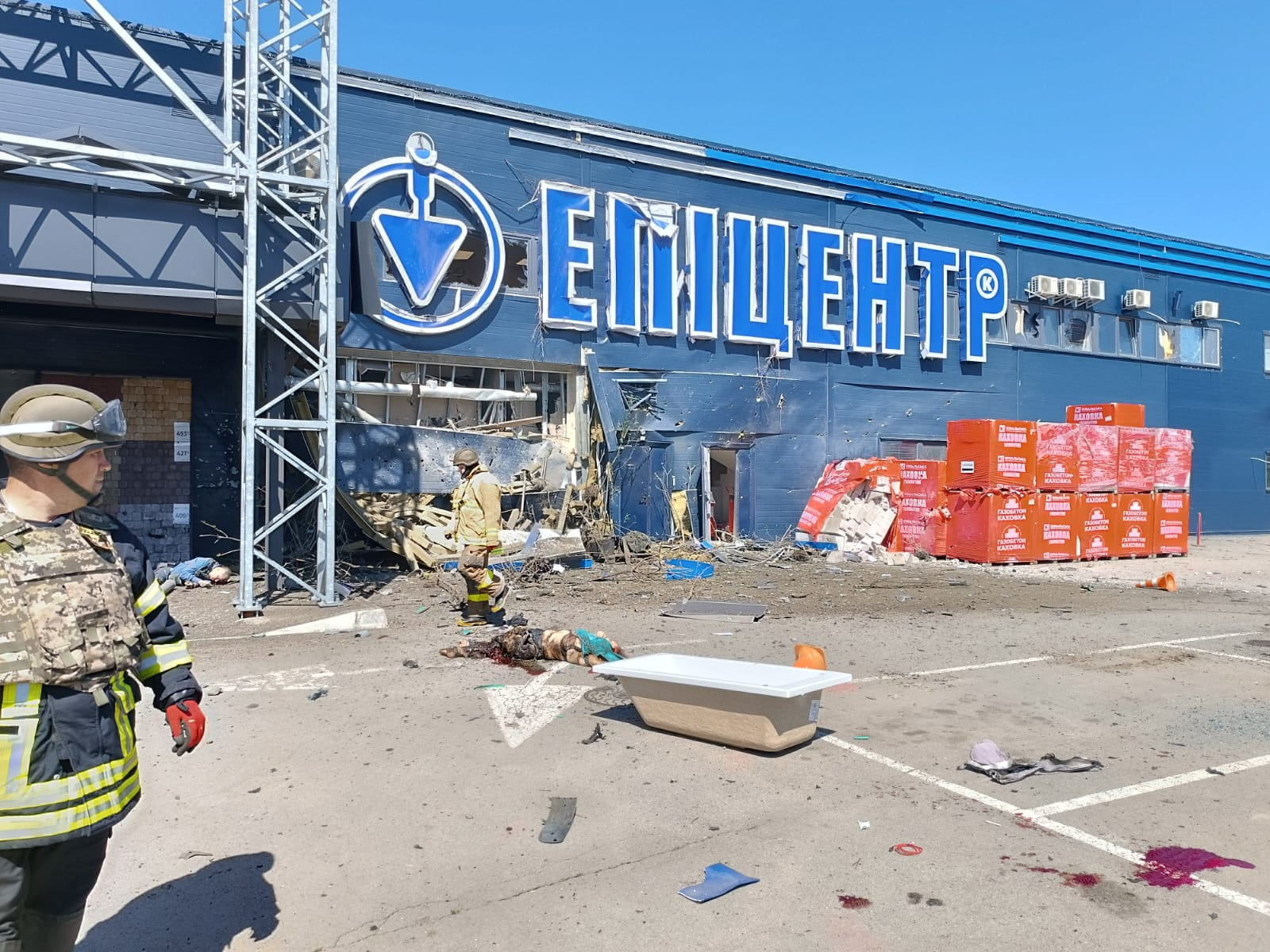
Погибший у гипермаркета «Эпицентр»

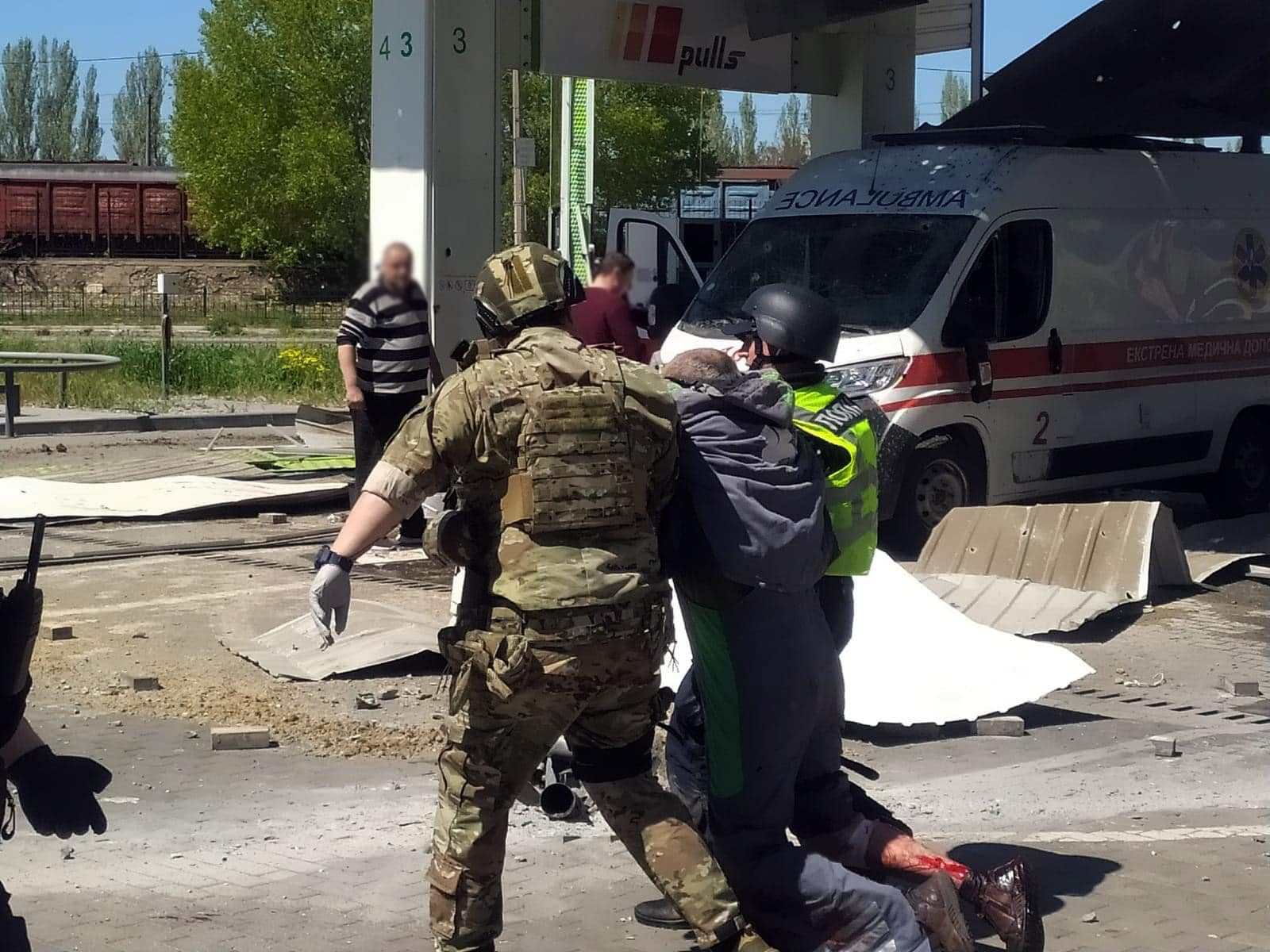
Раненый у автозаправки

Вечером того же дня Владимир Зеленский сообщил о 21 погибшем и 48 раненых в Херсоне и Херсонской области. На следующий день Херсонская областная администрация сообщила, что погибли 23 и ранены 46 человек (среди них тяжело ранен 6-летний мальчик и 17-летняя девушка). 8 мая одна из раненых умерла в больнице, и количество жертв достигло 24.
12 погибших были в гипермаркете. Трое погибших были электриками, чинившими повреждённые сети возле села Степановка. Один погибший был пассажиром поезда Львов-Херсон.

## Реакция
В Херсоне был введён круглосуточный комендантский час с 5 по 8 мая. Разрешены только краткие выходы из дома, но обязательно иметь при себе документы.